# Фінансова звітність
Фіна́нсова зві́тність — бухгалтерська звітність, що містить інформацію про фінансове становище, результати діяльності та рух грошових коштів підприємства за звітний період.
Законодавчо регулюється:
- Законом України «Про бухгалтерський облік та фінансову звітність в Україні»;
- Постановою КМУ «Про затвердження Порядку подання фінансової звітності»;
- ПСБО/МСФЗ (Залежить від характеру суб'єкта звітності);
- Методичні рекомендації щодо заповнення форм фінансової звітності (за ПСБО), затверджені наказом Мінфіну від 28.03.2013 р. № 433.
- іншими галузевими нормативними актами.

Закон України про бухгалтерський облік передбачає, що фінансова звітність підприємств не становить комерційної таємниці, не є конфіденційною інформацією та не належить до інформації з обмеженим доступом (ч. 2 ст. 14), що передбачає відкритість фінзвітності, але на практиці цей закон не діє. Ряд аналітичних та антикорупційних організацій вимагали відкриття фінзвітності 2020 року. У лютому 2021 року спільнота OpenUp подала позови про відкриття фінзвітності проти Міністерства юстиції, Державної податкової служби та Держстату.
28 травня 2021 року Державна податкова служба опублікувала фінансову звітність компаній за 2020 рік у форматі відкритих даних. Серед опублікованих даних відсутня фінансова звітність приблизно 187749 юридичних осіб — платників єдиного податку 3-ї групи. Ці дані відсутні в ДПС, але наявні в Держстату, який відмовляється публікувати фінзвітність.

## Мета фінансової звітності
Метою складання фінансової звітності є надання користувачам для прийняття рішень повної, правдивої та неупередженої інформації про фінансовий стан, результати діяльності та рух коштів підприємства.
Фінансова звітність повинна задовольняти потреби тих користувачів, які не можуть вимагати звітів, складених з урахуванням їх конкретних інформаційних потреб. Публікація фінансової звітності обов'язкова в офіційних виданнях та тих, що прирівняних до них (Розпорядження № 150 від 28.04.2012 року, "Про призначення друкованого засобу масової інформації, в якому оприлюднюються документи).

## Склад та елементи фінансової звітності
Фінансова звітність (за ПСБО) включає в себе:
- Баланс (Звіт про фінансовий стан)
- Звіт про фінансові результати підприємства (звіт про сукупний дохід),/Звіт про прибутки та збитки (назва за МСФЗ)
- Звіт про рух грошових коштів (за прямим або непрямим методом),
- Звіт про власний капітал,/Звіт про зміни у власному капіталі (назва за МСФЗ)
- Примітки до фінансової звітності - сукупність показників і пояснень, яка забезпечує деталізацію та обґрунтованість статей фінансових звітів, а також інша інформація, розкриття якої передбачено відповідними положеннями (стандартами)

## Звітний період
Звітним періодом для складання фінансової звітності є календарний рік. Баланс підприємства складається на кінець останнього дня звітного періоду. Проміжна (місячна, квартальна) звітність, яка охоплює певний період, складається наростаючим підсумком з початку звітного року. Крім того, відповідно до облікової політики підприємства фінансова звітність може складатися за інші періоди. Звітний період для складання фінансової звітності про виконання бюджетів визначається Бюджетним кодексом України.
Перший звітний період новоствореного підприємства може бути не менш як 12 місяців, але не більш як 15 місяців.
Звітним періодом підприємства, що ліквідується, в Україні є період з початку звітного року до дати прийняття рішення про ліквідацію.